# Мередит, Луиза Энн
Луиза Энн Мередит (урожденная — Твэмли; англ. Louisa Anne Meredith; 1812, Бирмингем — 1895, Коллингвуд, пригород Мельбурна) — британско-австралийская поэтесса, писательница и художница.

## Биография
Луиза Энн Твэмли родилась в 1812 году в Бирмингеме. Получила домашнее образование. Дебютировала как поэтесса в 1835 году, опубликовав том стихов «Poems», положительно встреченный критиками и читателями. За этим последовал «The Romance of Nature» («Романс природы», 1836, третье издание 1839).
В 1839 году вышла замуж за своего кузена Чарльза Мередита и отправилась с ним в Сидней, Новый Южный Уэльс, прибыв в Австралию в сентябре 1839 года. В конце 1840 года они переехали на Землю Ван-Димена (ныне Тасмания).
Несмотря на трудности переселенцев, крах предприятия, гибель детей, изоляцию и другие сложности, она продолжала писать стихи, делать наброски из жизни колонистов, флоры и фауны Австралии. Записки и зарисовки Нового Южного Уэльса, опубликованные в Лондоне в 1844 году, вызвали негативный отклик в Сиднее.
Её рассказ «My Home in Tasmania» («Мой дом в Тасмании») был опубликован в 1852 году. Кроме художественной прозы, она также сочиняла стихи, писала газетные статьи, была увлеченным ботаником, сама иллюстрировала свои книги, её рисунки полевых цветов завоевали несколько медалей на национальных и зарубежных выставках. Использовала новую для того времени технику хромолитографии.
В знак признания её «выдающихся литературных и художественных заслуг» колониальное правительство Тасмании в 1884 году предоставило ей пенсию в размере 100 фунтов стерлингов в год — первое такое признание для австралийского литератора.
Луиза Энн Мередит умерла в 1895 году.